# Estação Amín Abel
A Estação Amín Abel é uma das estações do Metrô de Santo Domingo, situada em Santo Domingo, entre a Estação Joaquín Balaguer e a Estação Francisco Alberto Caamaño. Administrada pela Oficina para el Reordenamiento del Transporte (OPRET), faz parte da Linha 1.
Foi inaugurada em 30 de janeiro de 2009. Localiza-se no cruzamento da Rua Aristides Fiallo Cabral com a Rua Amín Abel Hasbún.